# 五日市街道

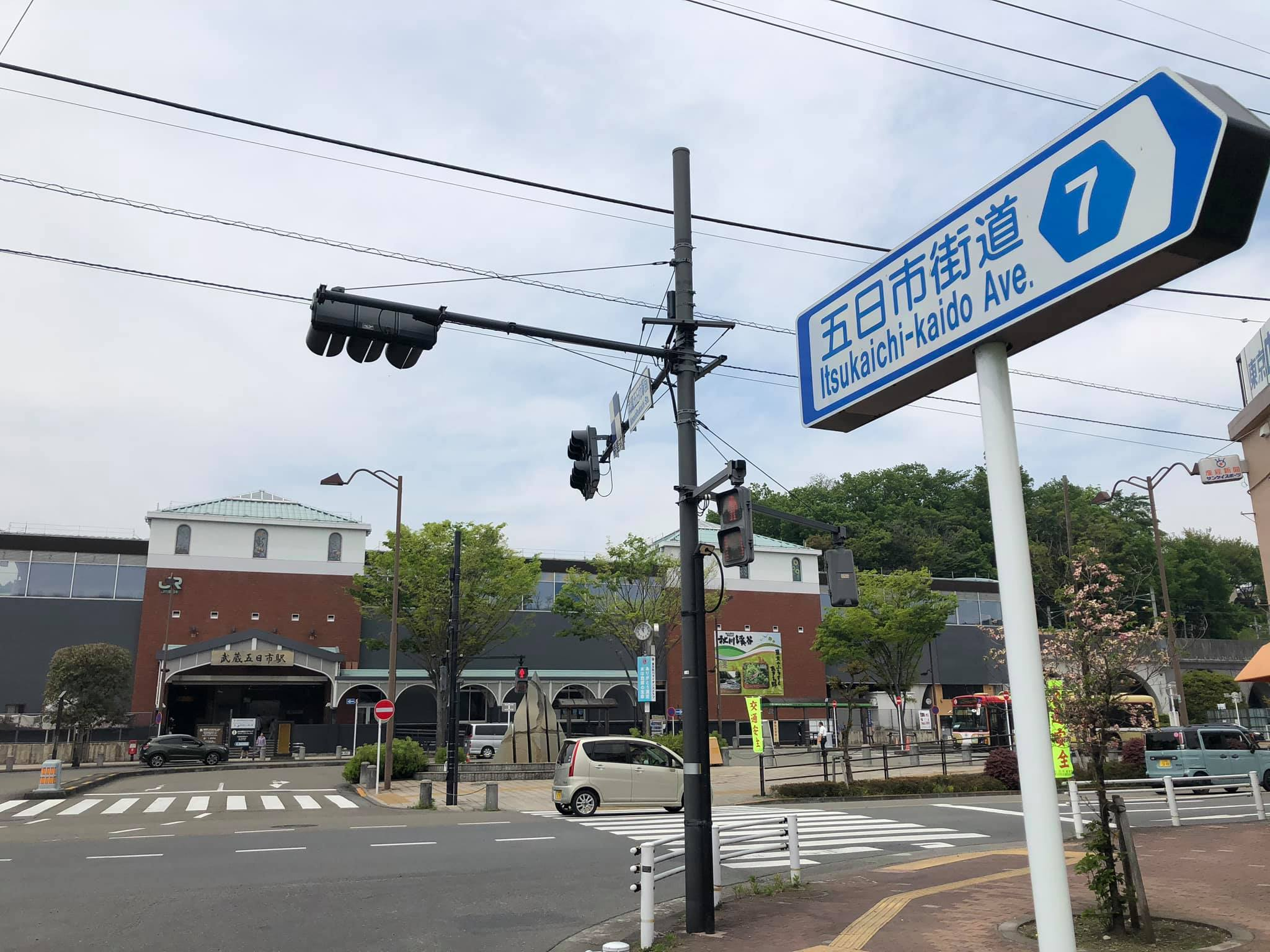
終点となる武蔵五日市駅前交差点（あきる野市）

五日市街道（いつかいちかいどう）は、東京都の多摩地域などを通る街道。現在の東京都道7号杉並あきる野線の本線とほぼ一致する。

## 概要
徳川家康の江戸入府後、五日市（現・あきる野市）や檜原から木材・炭などを運ぶために整備された街道。初期には「伊奈道」と呼ばれ、伊奈（五日市より少し東にある集落）の石材を扱っていた石工が江戸城修築のため江戸へ行き来するための道として発展したが、修築が終わり木炭輸送が主流になるにつれ伊奈と五日市の重要性が逆転した。
武蔵野台地の新田開発が進むと、多摩地域と江戸を結ぶ街道の一つとして発展した。

## 旧道
街道は都道7号とほぼ一致しているが、都道の一部は新道に変更された区間が存在している。以下に主な旧道を挙げる。

### 起点付近
現在は新高円寺駅近くにある「五日市街道入口」交差点を起点とし青梅街道から分岐しているが、これは1999年（平成11年）に開通した新道で、それまでは100 mほど西の交差点が起点であった。大法寺前で新旧道が合流する。

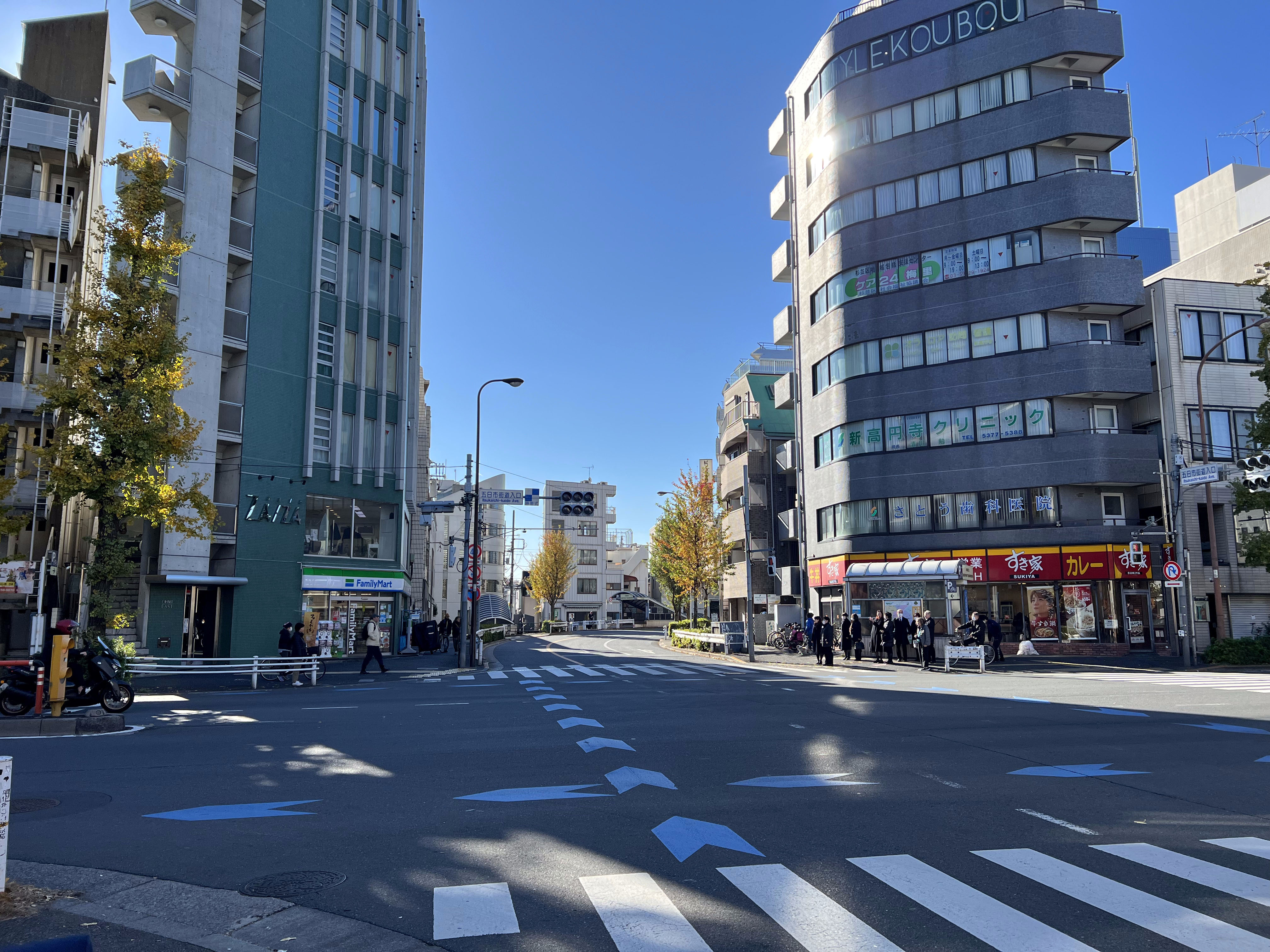
五日市街道入口 交差点
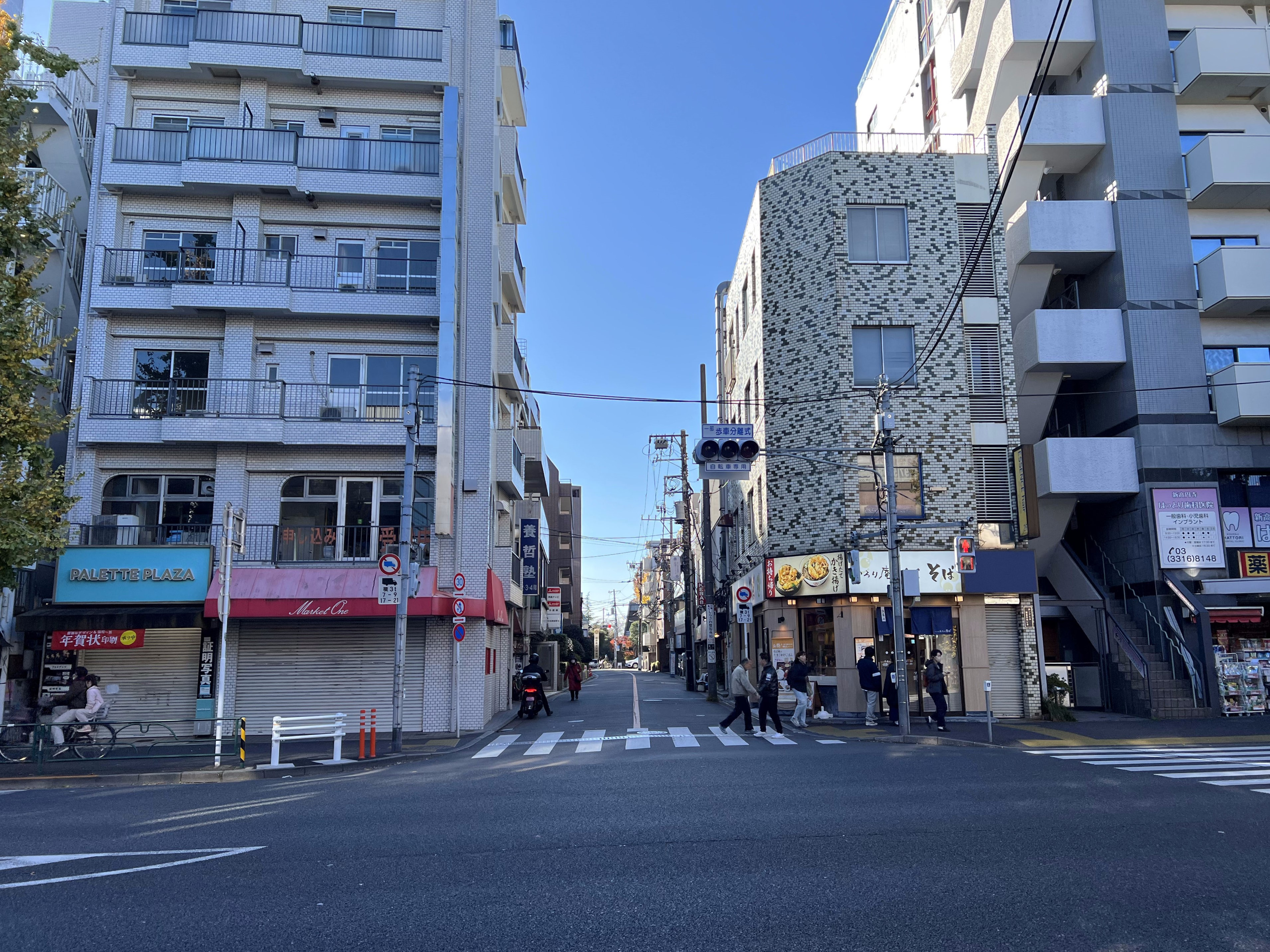
旧五日市街道の起点

### 七曲り
杉並区成田東二丁目から高井戸東四丁目にかけての善福寺川付近を通る区間は、かつて「尾崎の七曲り」と呼ばれた難所で、蛇行する旧道の真ん中を緩いカーブを描く現道（1921年〈大正10年〉開通）が貫いている。寸断された旧道は現道の歩道の一部や杉並区道などとして残されている。高井戸東四丁目17番の新旧道合流点に、杉並区教育委員会が2003年（平成15年）に設置した石碑がある。

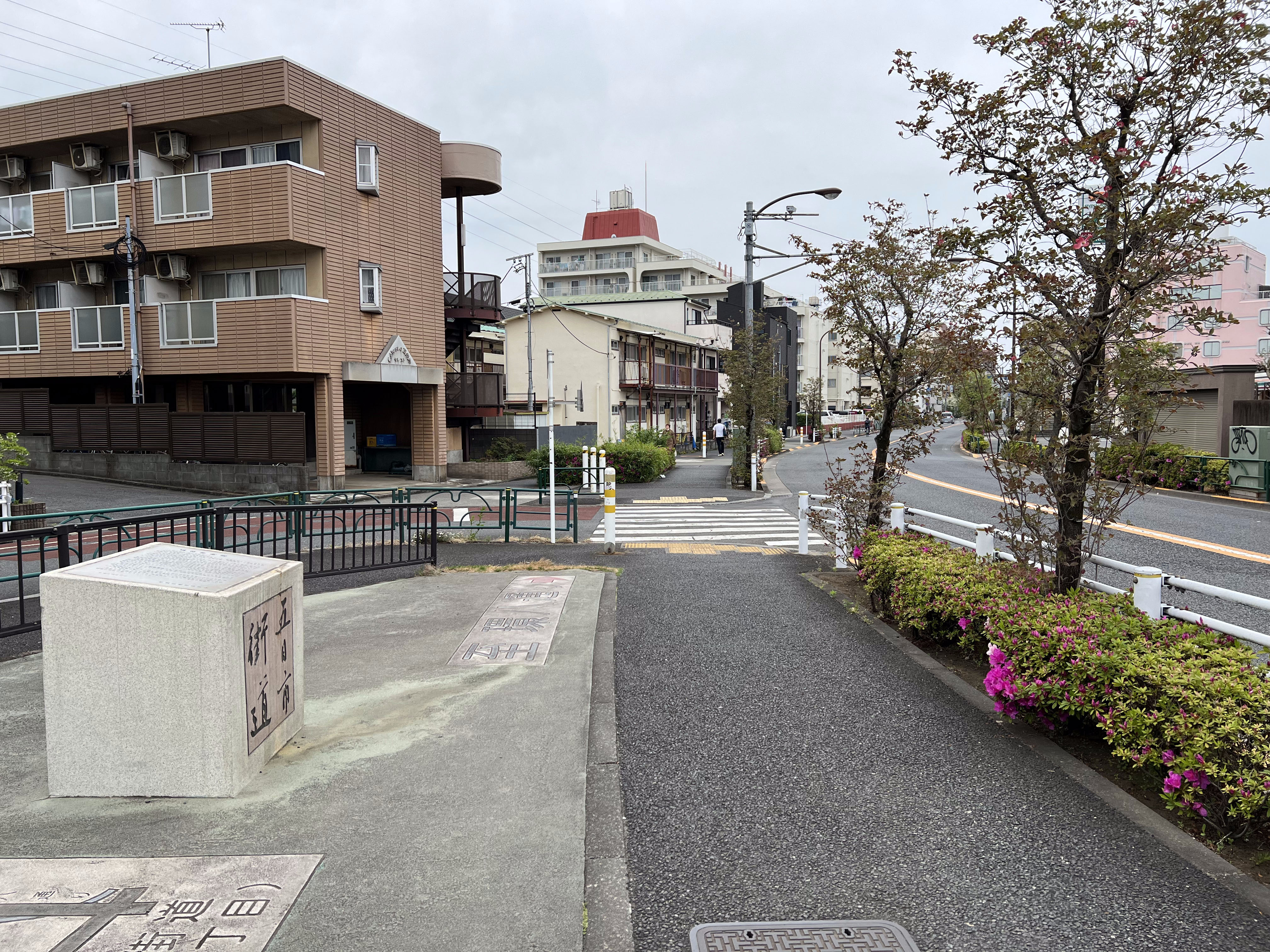
五日市街道の石碑

### 千川上水・玉川上水
武蔵野市から小平市にかけての千川上水・玉川上水沿いは、水路の両岸に道がある。そのうちどちらが街道本線であったかは時代によって異なる。
現道は小平十小北交差点で左に折れて玉川上水から離れるが、旧道は300 mほど直進してからクランクを描いて合流する。

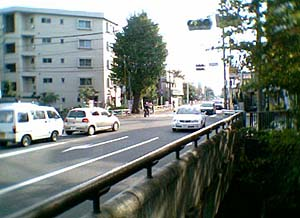
小平市の喜平橋。杉並方面から玉川上水の北に沿って来た街道は、ここで玉川上水を渡り、今度は南に沿ってあきる野方面へ向かう。

### 横田基地
1956年（昭和31年）の横田基地拡張に伴い、立川市と福生市に跨る土地が米軍に接収された。接収地区内を通っていた五日市街道は分断され、西砂町宮沢付近から基地の南側を迂回し、拝島駅付近の武蔵野橋北交差点で国道16号に合流する経路に変更された。立川西砂町郵便局付近に小金井橋方面から見て二股に分かれる交差点があるが、直進方向に伸びる道が旧道、左に折れる道が現道である。国道16号の第五ゲート前交差点から旧来の街道に合流する。

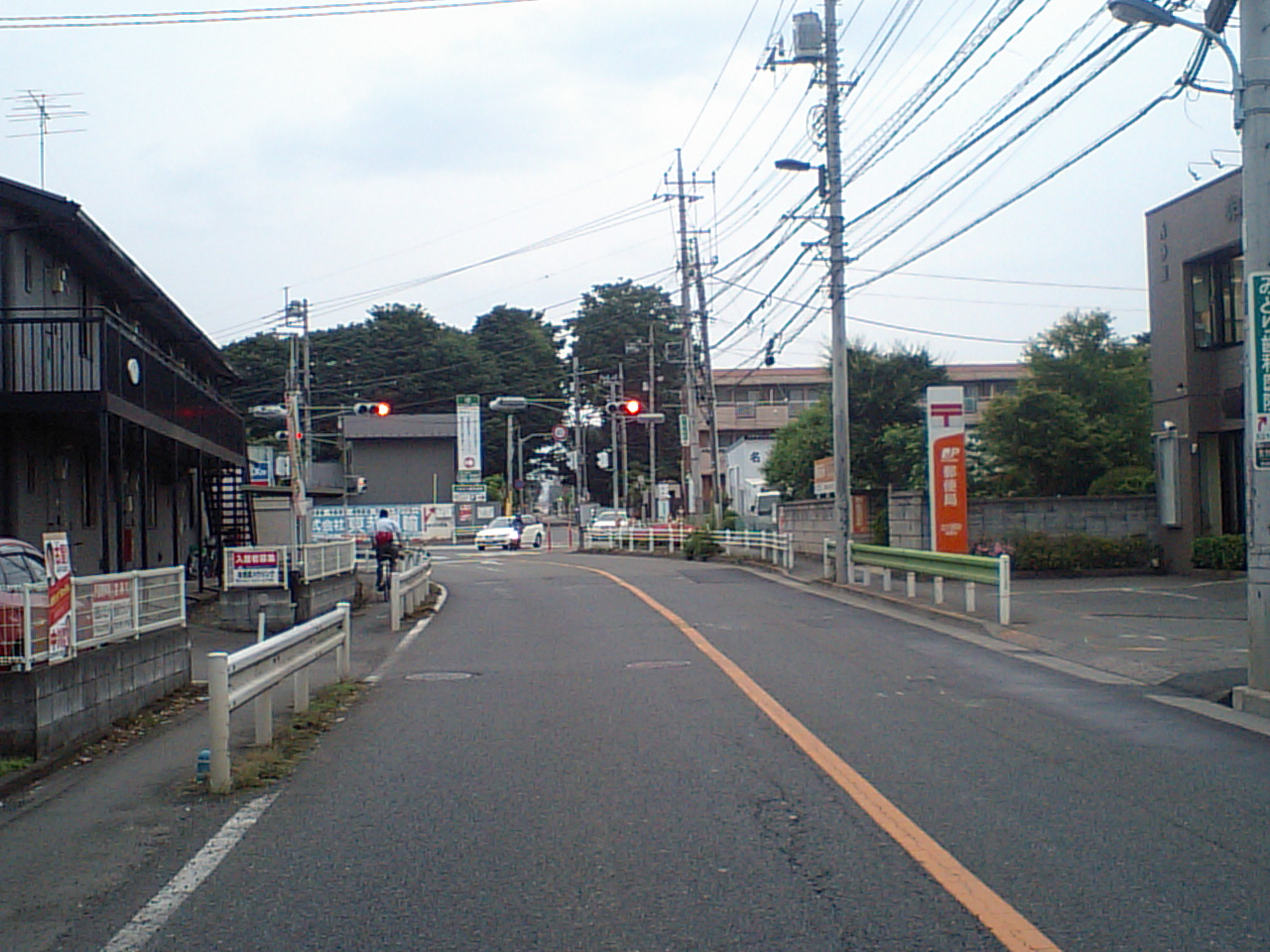
かつての五日市街道との分岐点。右に直進する道がかつての五日市街道。
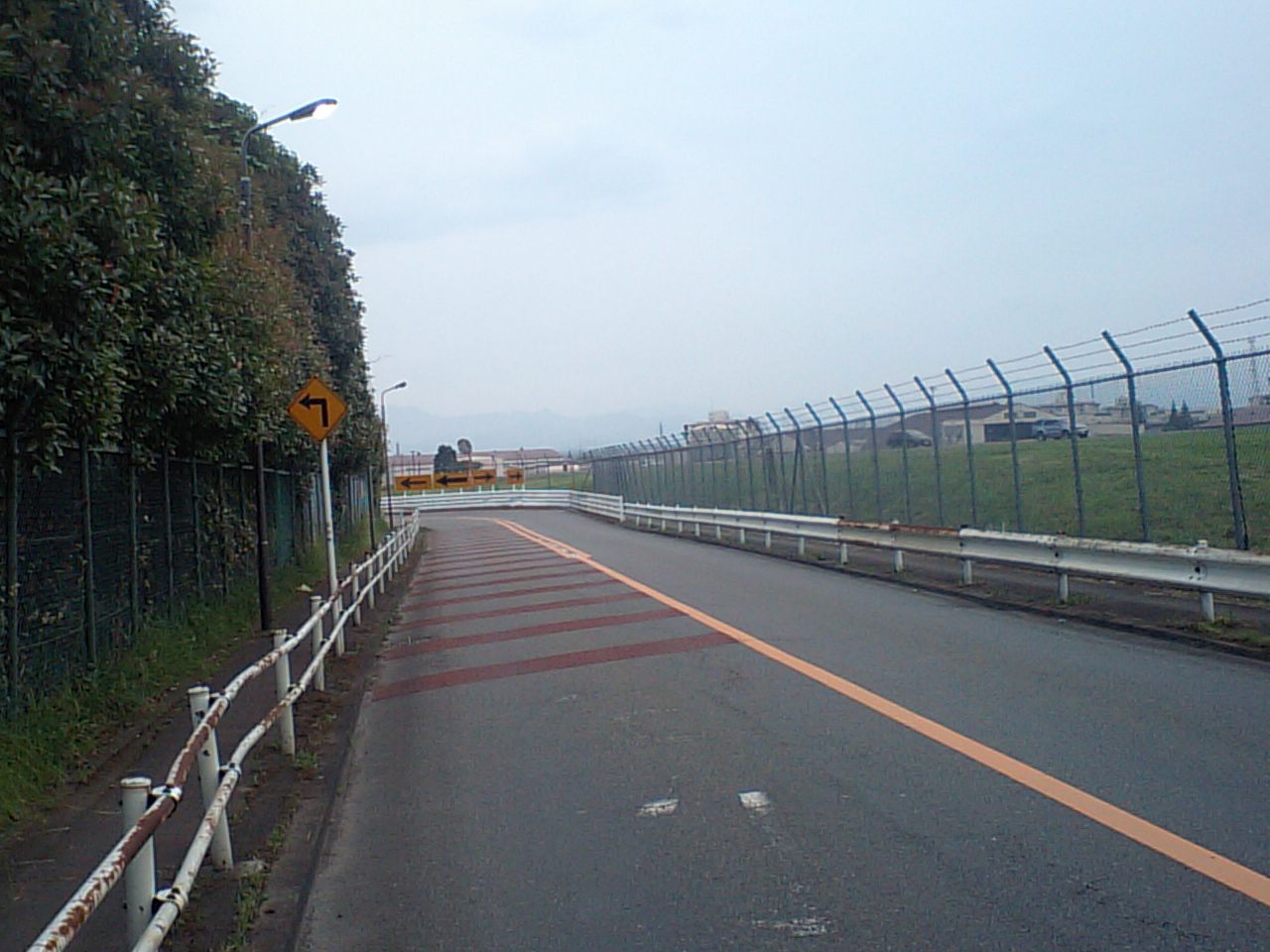
直進し旧道を進むと、横田基地にぶつかって基地沿いを現道方向へ導かれる。
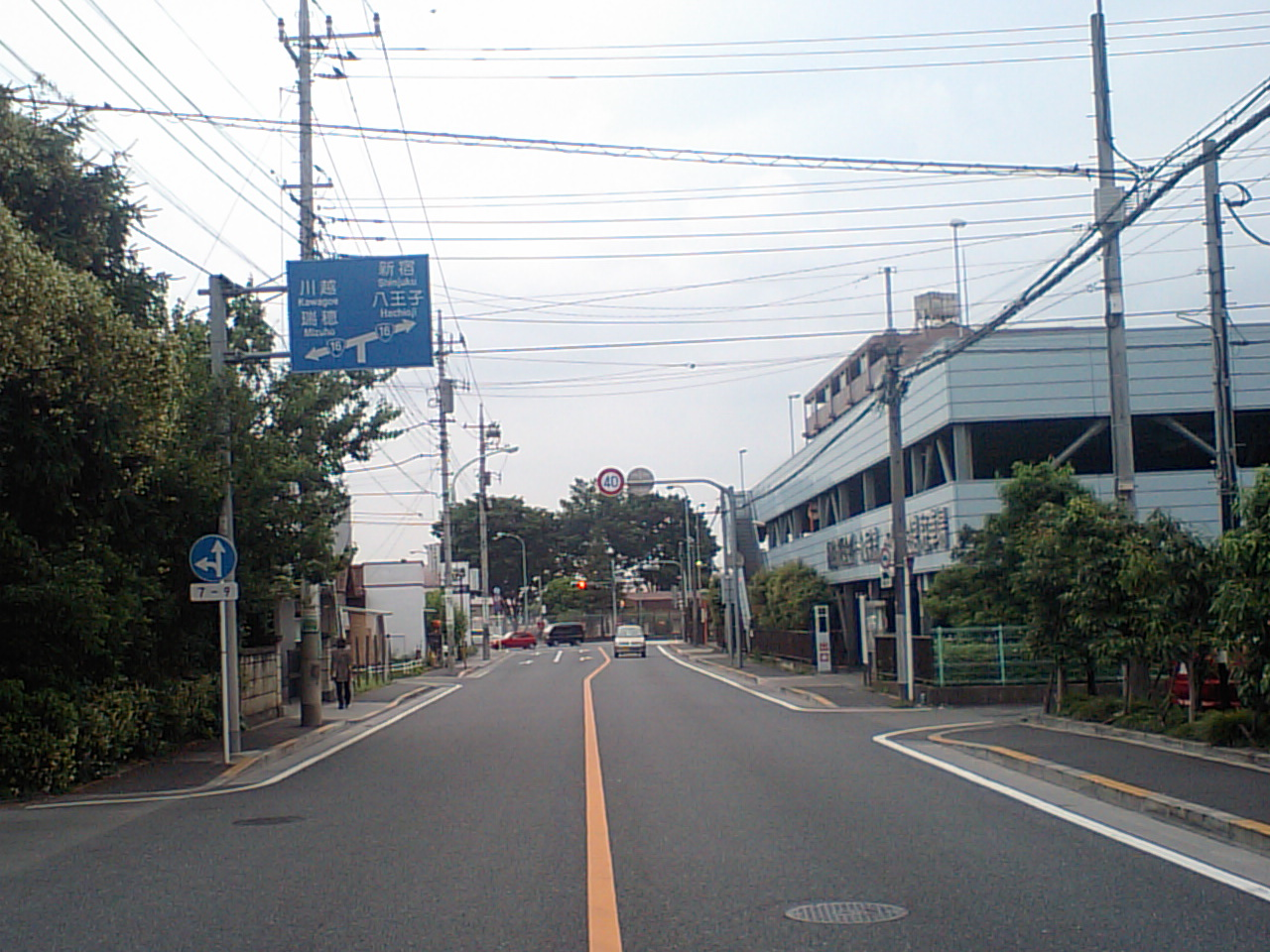
分断された街道は、もともと基地反対側の第五ゲート前につながっていた。

### 多摩川
現道は多摩橋で多摩川を越えているが、かつては「牛浜の渡し」などと呼ばれた船渡しが行われていた。多摩橋の先でも、現道は南側を迂回しているが、旧道は河岸段丘を直登している。

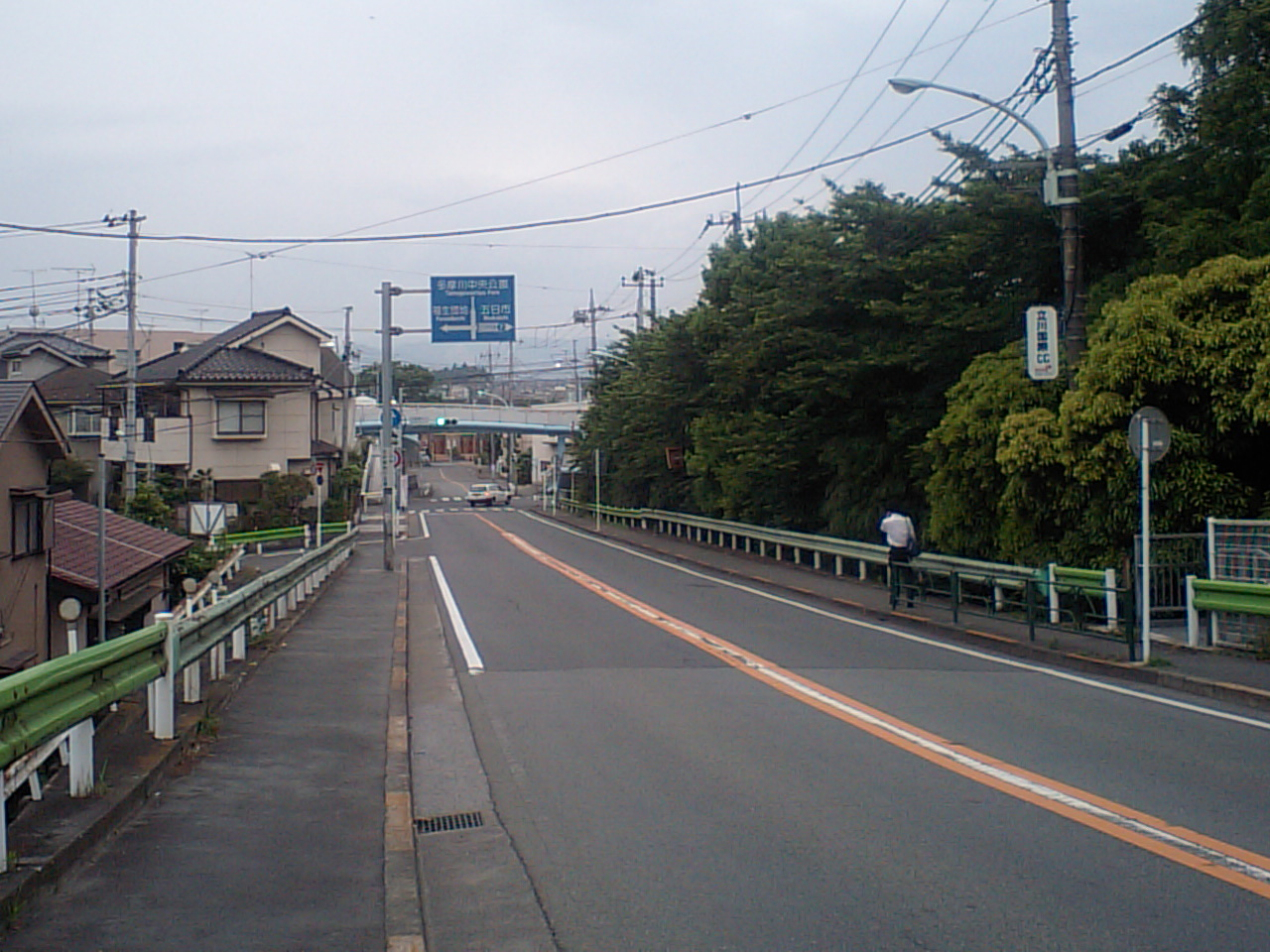
第五ゲートから多摩川へ向けて下る。

### 秋川
あきる野市高尾付近で、現道は新秋川橋と五日市橋で秋川を渡り直線的に進むが、旧道は秋川に沿って北側を迂回している。

## 沿線の主な施設

### 杉並区
- 新高円寺駅
- 東京都立豊多摩高等学校
- 関東バス五日市街道営業所
- 善福寺川公園
- 高井戸警察署
- 東京都立西高等学校
- 西荻窪駅

### 武蔵野市
- 武蔵野八幡宮
- 藤村女子中学校・高等学校
- 成蹊学園（成蹊大学、中学校・高等学校、小学校）
- 武蔵野市民文化会館
- 武蔵野市立中央図書館
- 関東バス武蔵野営業所

### 西東京市
- 武蔵野大学（武蔵野女子学院中学校・高等学校）

### 小金井市
- 法政大学小金井キャンパス
- 小金井公園

### 小平市
- 文化学園大学小平キャンパス
- 小平団地
- 関東管区警察学校
- 陸上自衛隊 小平駐屯地
- 国土交通大学校
- 一橋大学小平国際キャンパス

### 立川市
- けやき台団地
- 砂川七番駅
- 昭和記念公園
- 武蔵砂川駅
- 西武立川駅
- 松中団地

### 昭島市
- 拝島駅

### 福生市
- 横田飛行場（在日米軍横田基地）
- 牛浜駅

### あきる野市
- 都立秋留台公園
- 秋川駅
- 武蔵五日市駅
- 西東京バス五日市営業所